# Orden Máximo Gómez

Orden Máximo Gómez en primer grado

La Orden Máximo Gómez es una condecoración cubana, divida en dos grados, para ser otorgada a miembros de las Fuerzas Armadas Revolucionarias en servicio activo, de reserva o en retiro, a ciudadanos civiles o a militares de países amigos, por méritos extraordinarios en la defensa de la patria socialista, por destacarse en la dirección de grandes operaciones militares o por haber dirigido brillantemente los frentes o columnas del Ejército Rebelde. Con su nombre conmemora al militar de la Guerra de Independencia Máximo Gómez (1836-1905).